# Koumba Nanah-Hélène Ibo
Pour les articles homonymes, voir Ibo.
Koumba Nanah-Hélène Ibo, née le 12 décembre 2001, est une taekwondoïste ivoirienne.

## Carrière
Elle est médaillée d'or dans la catégorie des moins de 63 kg aux Jeux africains de la jeunesse de 2018 puis médaillée de bronze dans la catégorie  des moins de 62 kg aux Jeux africains de 2019 à Rabat.
Aux Championnats d'Afrique de taekwondo 2021 à Dakar, elle obtient la médaille d'argent dans la catégorie des moins de 62 kg, s'inclinant en finale contre la Marocaine Merieme Khoulal.
Aux Championnats d'Afrique de taekwondo 2022 au Rwanda, elle obtient la médaille d’argent dans la catégorie des moins de 62 kg, s’inclinant en finale contre la Marocaine Safia Salih.
Elle est médaillée d'or dans la catégorie des moins de 62 kg aux Championnats d'Afrique de taekwondo 2023 à Abidjan, en Côte d'Ivoire et médaillée d'argent dans cette même catégorie aux Jeux africains de 2023 à Accra.